# Rovaniemen keskuskenttä
Das Rovaniemen keskuskenttä (deutsch Rovaniemi Zentralpark) ist ein Fußballstadion mit  Leichtathletikanlage in der finnischen Stadt Rovaniemi, Lappland. Die grüne Kunststoffbahn hat drei Spuren. Vor der 2015 erbauten Haupttribüne mit rund 2000 überdachten Plätzen gibt es eine zusätzliche Spur. Auf der Gegengerade gibt es einen weiteren Rang mit etwa 800 überdachten Plätzen. Insgesamt finden 4768 Zuschauer Platz im Stadion. Der Fußballverein Rovaniemi PS (RoPS) aus der Veikkausliiga ist hier ansässig. Darüber hinaus nutzen auch der FC Santa Claus, der Rovaniemi United FC (Roi United) und der RoPo, alle in der vierthöchsten Liga Kolmonen, das Stadion.

## Geschichte
Die Anlage stammt aus dem Jahr 1953. 1982 wurde das Spielfeld aus Naturrasen erneuert. 2007 sollte die Spielstätte renoviert werden. Die Stadt verschob den Beginn auf den Juni 2008. Dabei wurde u. a. eine Flutlichtanlage mit 1000 Lux Beleuchtungsstärke aufgestellt. Im Sommer 2009 ersetzte ein Kunstrasen mit Rasenheizung das natürliche Grün des Spielfeldes. Des Weiteren wurde ein neues Servicegebäude gebaut. Bei Baggerarbeiten zum Verlegen der neuen Spielfläche wurde am 8. Juni 2009 eine Granate aus dem Zweiten Weltkrieg entdeckt. Das 105-mm-Geschoss war 40 cm lang und 10 cm breit und wurde von Spezialisten der Kampfmittelbeseitigung der finnischen Streitkräfte gesprengt. Die Kosten für den beheizbaren Rasen lagen bei 1,5 Mio. Euro. 2010 bekam die Leichtathletikanlage einen neuen Belag. Im Sommer 2015 wurde die neue Haupttribüne fertiggestellt, deren Bau im Herbst 2014 begann. Sie besitzt Kunststoffsitze in den Farben Weiß, Blau und Grün und kostete etwa 4,8 Mio. Euro. Sie wurde am 10. Juli des Jahres vor 4768 Zuschauern mit der Partie RoPS gegen den Rekordmeister HJK Helsinki (2:1) eingeweiht.

## Galerie

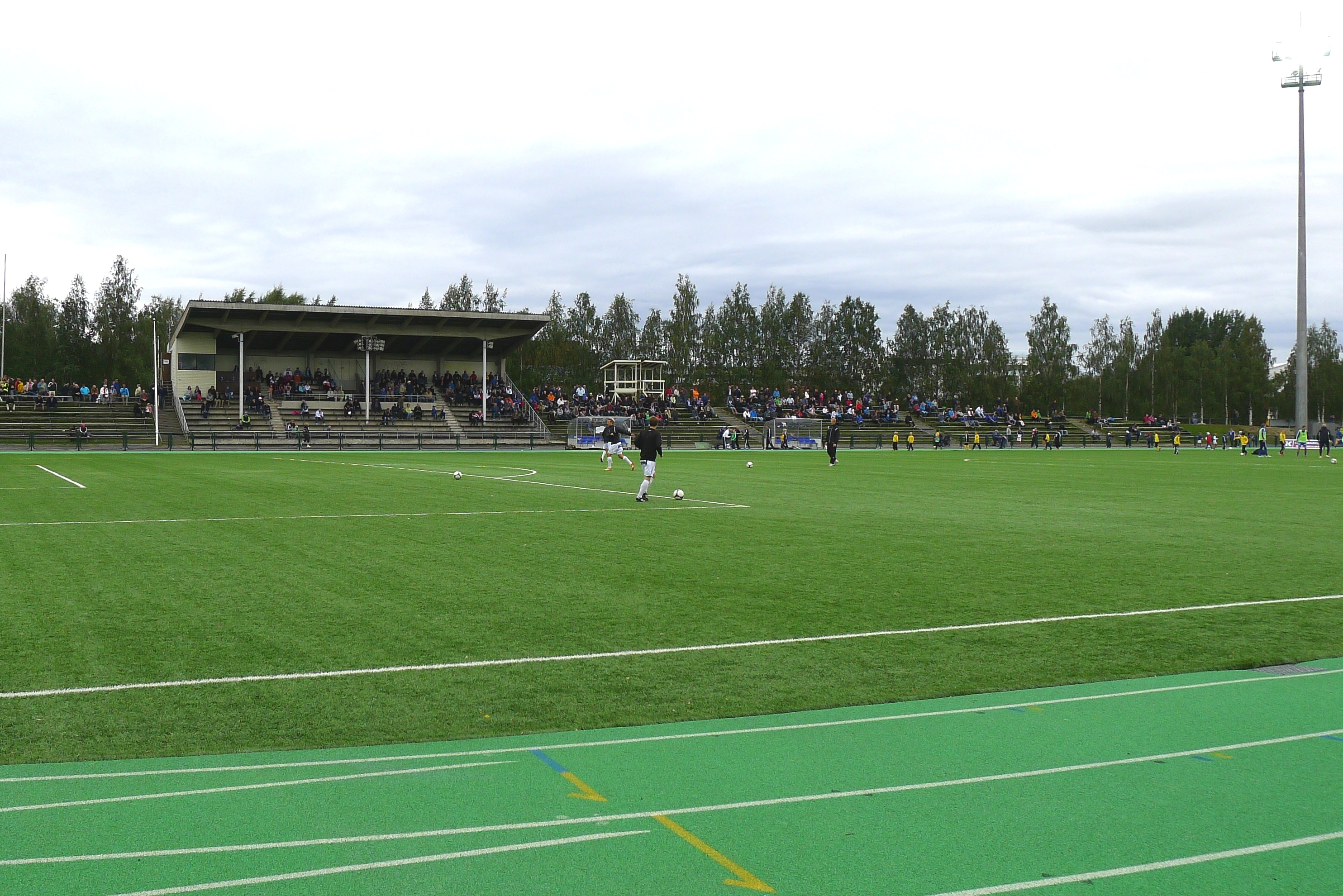
Die alte Haupttribüne (2012)
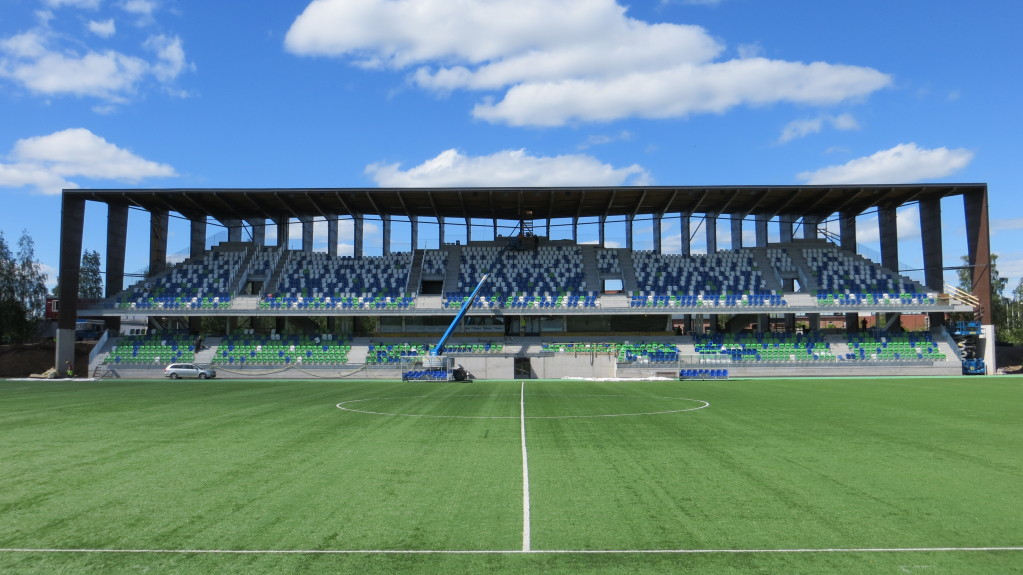
Das Rovaniemen keskuskenttä während der Bauarbeiten im Juni 2015